# Театр Форда
Театр Форда — театр в Вашингтоне, округ Колумбия, США, использовавшийся для постановки различных представлений и спектаклей с 1860-х годов. Известен как место убийства президента США Авраама Линкольна, которое произошло 14 апреля 1865 года. После выстрела в ложе смертельно раненый президент был доставлен в пансион «дом Петерсена», расположенный напротив, где и умер на следующее утро.
Впоследствии здание использовалось как склад и офисное здание, а позднее было реконструировано и вновь открыто как театр в 1960-х годах. Оно было вновь реконструировано в 2000-х годах и открыто 12 февраля 2009 года в рамках торжеств по случаю 200-летия со дня рождения Линкольна.
Дом Петерсена и театр вместе образуют «Историческое место театр Форда», включённое в реестр национальных исторических мест США. Кресло, в котором был застрелен Авраам Линкольн, ныне является частью экспозиции Музея Генри Форда.